# Televisió de Girona
Televisió de Girona, sovint abreujat com a TV Girona, és un canal de televisió local de caràcter privat que emet des de la ciutat de Girona. Té una audiència mitjana de 28.000 espectadors diaris.

## Història
Va començar a emetre programes puntuals el 1985 gràcies al col·lectiu Kinema Grup. Les emissions regulars van arribar el 1988. El 2007 va traslladar els estudis. Va canviar un pis al carrer Barcelona per unes instal·lacions més petites al centre de la ciutat i a peu de carrer. El 2008 va passar de l'emissió analògica a la digital amb l'arribada de la TDT, cosa que va suposar la seva professionalització i cobertura legal. Actualment el canal pot fer connexions en directe gràcies al 4G.
La història de Televisió de Girona comença com una de les iniciatives de Kinema Grup, Agrupació Cultural de la Imatge, per decisió de la junta l'any 1985. Aleshores es va formar el primer Consell d'emissió que va donar pas al desenvolupament tècnic i humà de l'emissió pilot el mes d'octubre de 1986 amb motiu de les Fires i Festes de Sant Narcís. Aquesta agrupació, creada sense afany de lucre, estava formada per molta gent de totes les edats i condicions interessades pel món de la imatge i que contribuïen com a socis amb una quota per participar de les activitats.
Aquesta primera experiència es va dur a terme amb l'objectiu de programació el més variada possible incloent espais d'entreteniment, culturals i de proximitat, amb els informatius inclosos, única part reservada a la programació en directe. Des de mitjans de 1985 i gran part de 1986, Kinema Grup va mobilitzar molta gent entusiasta que va col·laborar en diversos àmbits de la producció com la dansa, el teatre, la música i el periodisme, a part de tot un contingent tècnic per habilitar els primers estudis de televisió.
Després de la primera experiència, Kinema Grup amplia la seva seu social per donar pas a les futures emissions amb la intenció de donar continuïtat a Televisió de Girona, amb el suport de l'i de l'empresa Valvi. És per Cap d'Any de 1989 que aquesta televisió local es dona a conèixer amb el primer programa «Girona, hora zero».
A partir de 1990, els successius membres del Consell d'emissió van consolidar progressivament la programació de Televisió de Girona. Van introduir tota mena de continguts fins al 1997, any de la formació de l'emissora com empresa, creada per Iniciatives i Projectes Municipals, Kinema Grup, Comercial de Serveis Alimentaris S.A. i Joan Roura, Joan Crous, Narcís Matas, Jordi Horno, Joan Soliguer i Josep. I. Avilés.
Des de l'inici Televisió de Girona ha tingut uns canvis majors amb la incorporació d'Antena Local i la retirada de Kinema Grup i els socis particulars.
A partir de l'any 2005 TV Girona es consolida sota la presidència d'un sol accionista representat per Joaquim Vidal i Perpinyà. A partir de llavors, va comptar amb noves instal·lacions al cor de Girona, al carrer Nou, on els ciutadans de Girona poden veure com és i com es fa la televisió en directe a través de la vitrina de l'edifici.
Emet dos informatius diaris, al migdia i al vespre, presentats per Júlia Torramadé i una quinzena de programes més de producció pròpia, com el magazín Té de tot, presentat per Georgina Arnau, l'espai de conversa literària Ciutat dels llibres amb Jordi Grau o l'esportiu Tot rodó amb Francesc S. Carcassés.
L'any 2010 el programa Dones de Televisió de Girona va obtenir el Premi Bones Pràctiques de Comunicació no Sexista de l'Associació de Dones Periodistes de Catalunya per uns continguts seriosos en la representació d’homes i dones en programes d’entreteniment de ràdio i televisió.